# Sci di fondo ai III Giochi paralimpici invernali
Per lo sci di fondo ai III Giochi paralimpici invernali di Innsbruck 1984 furono disputate 35 gare (23 maschili e 12 femminili).

## Medagliere
| Posizione | Paese          |    |    |    | Totale |
| --------- | -------------- | -- | -- | -- | ------ |
| 1         | Finlandia      | 12 | 9  | 6  | 27     |
| 2         | Austria        | 8  | 8  | 5  | 21     |
| 3         | Norvegia       | 6  | 3  | 2  | 11     |
| 4         | Germania Ovest | 3  | 8  | 2  | 13     |
| 5         | Polonia        | 3  | 2  | 4  | 9      |
| 6         | Francia        | 2  | 0  | 0  | 2      |
| 7         | Svezia         | 1  | 1  | 4  | 6      |
| 8         | Svizzera       | 0  | 3  | 9  | 14     |
| 9         | Stati Uniti    | 0  | 1  | 0  | 1      |
| 10        | Gran Bretagna  | 0  | 0  | 1  | 1      |
| Totale    | Totale         | 35 | 35 | 33 | 103    |

## Podi
Le gare erano divise in:
- 2,5 km: donne
- 5 km: uomini - donne
- 10 km: uomini - donne
- 20 km: uomini
- 3x2,5 km staffetta: uomini
- 3x5 km staffetta: donne
- 4x5 km staffetta: uomini - donne
- 4x10 km staffetta: uomini

Ogni evento era separato in In piedi, Seduti e Ipo o non vedenti:
- LW2 - in piedi: amputazione alla singola gamba sopra il ginocchio
- LW3 - in piedi: amputazione ad entrambe le gambe sotto il ginocchio, paralisi cerebrale lieve o danno equivalente
- LW4 - in piedi: amputazione alla singola gamba sotto il ginocchio
- LW5/7 - in piedi: doppia amputazione braccia
- LW6/8 - in piedi: amputazione al singolo braccio
- LW9 - in piedi: amputazione o menomazione equivalente di un braccio e di una gamba
- Gr I - seduti: paraplegia con o nessuna funzione addominale superiore e nessun equilibrio di seduta funzionale
- Gr II - seduti: paraplegia con equilibrio di seduta corretto e funzionale
- B1 - ipo o non vedenti: nessuna funzione visiva
- B2 - ipo o non vedenti: funzione visiva dal 3 al 5%

### Uomini
| Evento                 | Classe                                                                  | Oro                                                                     | Argento                                                              | Bronzo |
| 5 km - distanza breve  |                                                                         |                                                                         |                                                                      |        |
| Gr I                   | Reinhold Sager                                                          | Adolf Stuber                                                            | Peter Gilomen                                                        |        |
| Gr II                  | Georg Freund                                                            | Siegwald Mussger                                                        | Josef Dietziker                                                      |        |
| LW2                    | Pertti Sankilampi                                                       | Samuli Kaemi                                                            | Ari Mustonen                                                         |        |
| LW3                    | Marianne Niedzwiadek                                                    | Kazimierz Wyszowski                                                     | Czeslav Kwiatkowski                                                  |        |
| LW4                    | Veikko Jantunen                                                         | Svein Lilleberg                                                         | Reinhold Schwer                                                      |        |
| LW5/7                  | Pierre Delaval                                                          | Frank Rawiel                                                            | Horst Morokutti                                                      |        |
| LW9                    | Ludwig Wagner                                                           | Armin Arnold                                                            | Peter Kieweg                                                         |        |
| 10 km - distanza breve |                                                                         |                                                                         |                                                                      |        |
| B1                     | Hans Anton Aalien                                                       | Martti Juntunen                                                         | Peter Young                                                          |        |
| B2                     | Terje Loevaas                                                           | Gorm Borgersen                                                          | Morten Langeroed                                                     |        |
| L6/8                   | Jouko Grip                                                              | Kimmo Kettunen                                                          | Heikki Miettinen                                                     |        |
| 10 km - media distanza |                                                                         |                                                                         |                                                                      |        |
| B1                     | Hans Anton Aalien                                                       | Martti Juntunen                                                         | Mauno Sulisalo                                                       |        |
| B2                     | Terje Loevaas                                                           | Morten Langeroed                                                        | Gorm Borgersen                                                       |        |
| Gr I                   | Reinhold Sager                                                          | Adolf Stuber                                                            | Heinz Frei                                                           |        |
| Gr II                  | Georg Freund                                                            | Siegwald Mussger                                                        | Josef Dietziker                                                      |        |
| LW2                    | Samuli Kaemi                                                            | Pertti Sankilampi                                                       | Tauno Seppaenen                                                      |        |
| LW3                    | Marianne Niedzwiadek                                                    | Kazimierz Wyszowski                                                     | Czeslav Kwiatkowski                                                  |        |
| LW4                    | Svein Lilleberg                                                         | Reinhold Schwer                                                         | Veikko Jantunen                                                      |        |
| LW5/7                  | Pierre Delaval                                                          | Horst Morokutti                                                         | Frank Rawiel                                                         |        |
| LW9                    | Ludwig Wagner                                                           | Armin Arnold                                                            | Peter Kieweg                                                         |        |
| 20 km - media distanza |                                                                         |                                                                         |                                                                      |        |
| LW6/8                  | Jouko Grip                                                              | Theo Feger                                                              | Rune Karlsson                                                        |        |
| 3×2,5 km staffetta     |                                                                         |                                                                         |                                                                      |        |
| Gr I-II                | Austria Hermann Gaun Josef Siebenhofer Reinhold Wessely                 | Austria Hermann Gaun Josef Siebenhofer Reinhold Wessely                 | Svizzera Josef Dietziker Heinz Frei Peter Gilomen                    |        |
| 4×5 km staffetta       |                                                                         |                                                                         |                                                                      |        |
| LW2-9                  | Finlandia Samuli Kaemi Lauri Moilanen Pertti Sankilampi Erkki Seppaenen | Finlandia Samuli Kaemi Lauri Moilanen Pertti Sankilampi Erkki Seppaenen | Svezia Allan Danielsson Kent Engstroem Rune Karlsson Bertil Lundmark |        |
| 4×10 km staffetta      |                                                                         |                                                                         |                                                                      |        |
| B1-2                   | Norvegia Hans Anton Aalien Gorm Borgersen Terje Loevaas Olai Myklebust  | Finlandia Ismo Alanko Martti Juntunen Mauno Sulisalo Teuvo Talmia       | Svezia Yngve Eriksson Ove Karlsson Ake Pettersson George Witthof     |        |

### Donne
| Evento                  | Classe                                                               | Oro                                                                      | Argento            | Bronzo |
| 2,5 km - breve distanza |                                                                      |                                                                          |                    |        |
| Gr II                   | Hildegard Fetz                                                       | Johanna Ratzinger                                                        | Karoline Pavlicek  |        |
| 5 km - breve distanza   |                                                                      |                                                                          |                    |        |
| B1                      | Kirsti Pennanen                                                      | Margret Heger                                                            | Marianne Edfeldt   |        |
| B2                      | Kyllikki Luhtapuro                                                   | Desiree Johansson                                                        | Tarja Hovinen      |        |
| LW4                     | Liisa Maekelae                                                       | Anneliese Tenzler                                                        | Monika Waelti      |        |
| LW6/8                   | Alli Hatva                                                           | Dorothea Neuweiler                                                       | Barbara Chmielecka |        |
| 5 km - media distanza   |                                                                      |                                                                          |                    |        |
| Gr II                   | Hildegard Fetz                                                       | Johanna Ratzinger                                                        | Karoline Pavlicek  |        |
| 10 km - media distanza  |                                                                      |                                                                          |                    |        |
| B1                      | Kirsti Pennanen                                                      | Margret Heger                                                            | Doris Campbell     |        |
| B2                      | Desiree Johansson                                                    | Kyllikki Luhtapuro                                                       | Renata Hoenisch    |        |
| LW4                     | Anneliese Tenzler                                                    | Liisa Maekelae                                                           | Monika Waelti      |        |
| LW6/8                   | Alli Hatva                                                           | Dorothea Neuweiler                                                       | Barbara Chmielecka |        |
| 3×5 km staffetta        |                                                                      |                                                                          |                    |        |
| LW2-9                   | Polonia Barbara Chmielecka Jolanta Kochanaowska Henryka Sadowska     | Svizzera Heidi Aviolat Monika Waelti Yvonne Wyssen                       | Nessuno            |        |
| 4×5 km staffetta        |                                                                      |                                                                          |                    |        |
| B1-2                    | Austria Doris Campbell Margret Heger Renata Hoenisch Marianne Kriegl | Stati Uniti Barbara Lewis Laura Oftedahl Jean Parker Billie Ruth Schlank | Nessuno            |        |